# Jean Doc
Jean Doc, mort le 1er juillet  1560, est un prélat français  du  XVIe siècle.  Il est le fils de Jean Doc, écuyer du roi.
Jean Doc est prieur de l'abbaye de Saint-Denis, quand il est sacré évêque de Laon en 1552.
Le prélat conserve toute sa vie le titre de grand prieur de Saint-Denis où il va chaque année passer quelques mois. Après la mort du cardinal de Bourbon, son prédécesseur à Laon, il présente requête au parlement pour être reconnu pair de France, ce que sa qualité de moine ne permet pas ; mais le roi, à qui l'affaire fut renvoyée, lui accorde sa demande.
Jean Doc a écrit quelques ouvrages : l'un d'eux traite de l'Éternelle génération du Verbe et de sa naissance temporelle. 11 a aussi laissé deux discours sur la passion du Sauveur et la vie de saint Denis.

## Source
- La France pontificale